# TOPS-10
TOPS-10 (Timesharing / Total Operating System-10) war ein 1964 vorgestelltes interaktives Multiuser-Betriebssystem der Firma Digital Equipment Corporation (DEC) für die ebenfalls von DEC hergestellten PDP-6 und PDP-10-Rechner.

## Versionen
Die erste Version von TOPS-10 war Version 1.4, die 1964 vorgestellt wurde. Seit der ab 1967 verfügbaren Version 2.18 unterstützte TOPS-10 auch die PDP-10.
Mit der 1972 vorgestellten TOPS-10 Version 7.0 und höher konnten mehrere PDP-10-Rechner zu Symmetrischen Multiprozessorsystemen von bis zu 8 Rechnern zusammengeschlossen werden, die ununterbrochenen Betrieb trotz eventueller Hard- oder Softwareausfälle garantierten.
Die letzte Version von TOPS-10 ist Version 7.04 vom Juli 1988.
Das ab 1976 angebotene TOPS-20 hat außer der Namensähnlichkeit nicht viel mit TOPS-10 gemein. Es wurde auf Basis des Betriebssystems TENEX neu entwickelt.